# HARMONY (企業)
株式会社HARMONY（ハーモニー、英称：HARMONY Co., Ltd.）は、兵庫県尼崎市に本社を置き、アクセス解析、webツール開発、その他関連事業を行うwebソリューション企業。
年間20億ページビュー以上を分析するアクセス解析のレポーティングサービス「サイトグラム」は、サイト構成図やポートフォリオなどのレポート機能に強みがある。

## 沿革
- 2005年4月1日 - 株式会社HARMONYを兵庫県宝塚市にて設立
- 2006年12月 - 本社を兵庫県西宮市甲風園に移転
- 2007年5月 - 本社を兵庫県西宮市南昭和町に移転
- 2008年9月 - 本社を大阪府大阪市中央区に移転
- 2009年8月 - 本社を東京都新宿区改代町に移転
- 2010年
  - 2月 - 経営革新計画承認　テーマ：新たにレポート自動生成システムを開発し、新規顧客を開拓する
  - 4月 - 本社を東京都新宿区四谷に移転
- 2011年
  - 5月 - プライバシーマーク取得　登録番号第10823811(01)号
  - 7月 - 本社を東京都新宿区西新宿に移転
- 2012年
  - 6月 - 本社を東京都新宿区西新宿に移転
  - 9月 - 本社を大阪府大阪市北区に移転
- 2013年3月 - 本社を兵庫県尼崎市南塚口町に移転
- 2015年
  - 7月 - 本社を兵庫県尼崎市塚口町に移転
  - 10月 - 東京支店移転（東京都新宿区）

## 提供サービス
- サイトグラム
- アスペクトラム
- アレスト
- スコアメイク
- サイトグラム・デイズ
- リスティングマスター
- Check Up On
- HARMONY TOOLS
- ヒューリスティック分析
- キー・プラネット
- 業界分析
- NoCo!
- さいやす.com
- サッカーポータルサイト「アニモニッポン！」